# سيدر كي
سيدر كي (بالإنجليزية: Cedar Key)‏ هي مدينة أمريكية تقع في ولاية فلوريدا. تبلغ مساحة هذه المدينة 5.3 (كم²)،ويبلغ عدد سكانها 790 نسمة حسب إحصاء سنة 2010 م 790.تشير إحصاءات سنة 2000م بأن الكثافة السكانية في هذه المدينة تقدر بـ(149.1) نسمة/كم2 

## أعلام
- جين هودجز
- دبليو. راندولف هودجز